# Dunama claricentrata
Dunama claricentrata  (лат.) — вид бабочек-хохлаток (Nystaleinae) из семейства Notodontidae. Центральная Америка: Французская Гвиана. Длина передних крыльев самцов 13 мм (самки до 22 мм). Обладают сходством с видами Dunama angulinea и  Dunama mexicana
.